# Solenopsora vulturiensis
Solenopsora vulturiensis är en lavart som beskrevs av A. Massal. Solenopsora vulturiensis ingår i släktet Solenopsora och familjen Catillariaceae.   Inga underarter finns listade i Catalogue of Life.